# 숙고집회

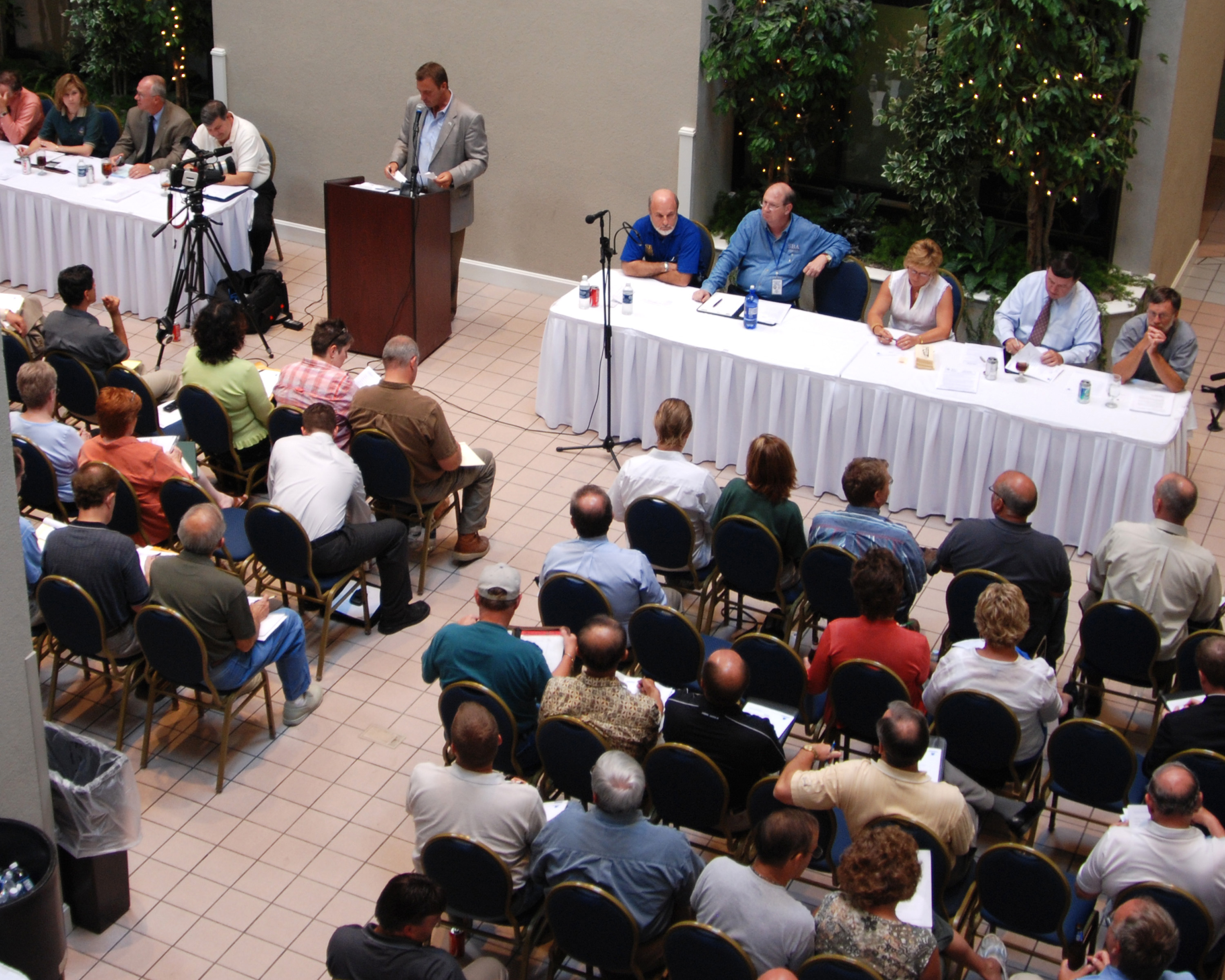

숙고집회(영어: deliberative assembly) 또는 본회의(本會議)는 의사결정을 이루는 목적으로 의회 운영 절차를 이행하는 구성원으로 이루어진 조직이다. 1774년 브리스틀의 유권자들에게 전하는 연설에서 에드먼드 버크는 그레이트브리튼 의회를 일종의 숙고집회라고 설명하였으며 속고집회는 토론에 걸쳐서 공통적인 조치를 결정하는 사람들의 집단을 가리키는 기본적인 용어로 쓰인다.
로버트 토의절차 규칙 개정판에서 각 회원이 평등한 선거권과 그 특정한 집단의 이름으로 다 같이 모여서 문제를 해결하는 과정의 소개로 숙고집회에 대한 일부의 특징을 묘사하였다. 숙고집회는 다른 계열의 인원들이 있을 수 있다. 가장 흔한 계열의 인원은 보통 인원, 직권상의 인원, 그리고 명예 인원이 있다.

## 형태
로버트 토의절차 규칙 개정판은 여러 가지 종류의 숙고집회를 분류한다:
- 대중집회
- 지역집회
- 대회 또는 협의회
- 입법기관
- 이사회
- 위원회

## 같이 보기
- 위원회
- 숙의 민주주의
- 직접 민주제
- 토론실

## 참고 문헌
- 에드먼드 버크 (1854).  헨리 조지 본, 편집. 《The Works of the Right Honourable Edmund Burke》 (영어) 1판. 런던.
- 헨리 마틴 로버트; William J. Evans, Daniel H. Honemann, Thomas J. Balch (2000). 《Robert's Rules of Order Newly Revised》 (영어) 10판. Da Capo Press. ISBN 0-7382-0384-X.